# Yên Thắng (xã)
Yên Thắng là một xã thuộc huyện Lang Chánh, tỉnh Thanh Hóa, Việt Nam.

## Địa lý
Xã Yên Thắng nằm ở phía tây của huyện Lang Chánh, dọc theo một chi lưu của sông Âm, có vị trí địa lý:
- Phía đông giáp các xã Tam Văn và Trí Nang
- Phía nam giáp huyện Thường Xuân
- Phía tây giáp xã Yên Khương
- Phía bắc giáp các xã Yên Khương, Lâm Phú và Tam Văn.

Theo kết quả Tổng điều tra dân số năm 1999, dân số xã Yên Thắng là 4.601 người.
Đến tháng 8 năm 2009, dân số của xã Yên Thắng là 5.366 người. Thành phần dân tộc gồm: người Thái chiếm 97,6%, người Mường chiếm 0,7%, người Kinh chiếm 1,7%.

## Hành chính
Xã Yên Thắng được chia thành 10 bản: Bay, Vịn, Vặn, Vần Ngoài, Vần Trong, Cơn, Peo, Ngàm, Pốc, Tráng.

## Lịch sử
Vùng đất thuộc xã Yên Thắng ngày nay, vào thời Lê thuộc động An Khương. Đến trước Cách mạng tháng Tám (1945) thuộc mường Đeng (Tày Đeng), tổng Yên Thọ, châu Lang Chánh.
Sau năm 1945, thuộc xã Yên Khương.
Năm 1981, xã Yên Khương được chia thành hai xã là Yên Khương và Yên Thắng.